# 만줄 바르가바
만줄 바르가바(영어: Manjul Bhargava, 힌디어: मंजुल भार्गव IPA: [mə̃ˈdʒʊl ˈbʱaːrɡəʋ], 1974년 8월 8일~)는 캐나다 인도계 가정에서 태어난 미국 국적의 저명한 수학자이다. 루빅 큐브에서 영감을 얻은 후, 가우스 연산 법칙을 확장한 것이 높게 평가를 받아, 2014년 대한민국 서울특별시에서 열린 세계 수학자 대회(ICM)에서 마리암 미르자하니, 아르투르 아빌라, 마르틴 하이러와 함께 수학의 노벨상이라고 불리는 필즈상을 수상했다. 인도인 최초로 필즈상을 수상한 수학자이기도 하다.

## 생애
만줄 바르가바는 1974년 8월 8일 캐나다 인도계 가정에서 태어났다. 미국에서 자랐고, 2001년 프린스턴 대학교에서 박사 학위를 취득했다. 바르가바의 박사 학위 논문을 본 바르가바의 지도 교수이자 수학계에서 악명 높았던 최대의 난제인 페르마의 마지막 정리를 최초로 증명한 것으로 유명한 영국의 저명한 수학자인 앤드루 와일스 교수는 정말 감탄밖에는 나오지 않는 훌륭한 대논문이라고 극찬했다고 한다. 박사 학위를 취득한지 2년만인 2003년 프린스턴 대학교 정교수가 되었다. 이것은 프린스턴 대학교 역사상 2번째로 젊은 나이에 정교수가 된 것이었다. 바르가바는 루빅 큐브에서 영감을 얻은 후, 가우스 연산 법칙을 확장한 것이 높게 평가를 받아, 2014년 대한민국 서울특별시에서 열린 세계 수학자 대회(ICM)에서 필즈상을 수상했다. 바르가바는 현재 프린스턴 대학교 석좌교수로 미국 뉴저지주 프린스턴에서 살고 있다.

## 학력
- 1988년~1992년: 플레인엣지 고등학교 (졸업)
- 1992년~1996년: 하버드 대학교 (학사)
- 1996년~2001년: 프린스턴 대학교 (박사)

## 주요 업적
만줄 바르가바는 대수적 정수론 분야에서 큰 공헌을 했다. 그는 가우스 연산 법칙을 고차 다항식에까지 확장한 것이 높게 평가되고 있다. 가우스 연산 법칙은 대수적 정수론 분야의 기본적인 내용과 관련이 있다. 바르가바는 고차 다항식의 13가지 연산 법칙을 발견했는데, 이는 오랜 기간 동안 발전이 없었던 수의 기하학에 획기적인 발전을 가져왔다.
또한, 바르가바는 확장한 수의 기하학을 통해서, 초타원 곡선에 대한 성과를 보인 것도 높게 평가되고 있다. 초타원 곡선은 y2=(유리수, 계수를 가진 다항식) 꼴의 등식이 나타내는 곡선을 뜻하며, 특히 우변이 3차식일 때 그 곡선을 타원 곡선이라고 부른다. 여태껏 초타원 곡선의 우변이 5차식 이상일 경우, 유리점의 개수가 유한하다는 정리만이 알려졌었고, 3차식 또는 4차식일 때는 그 개수가 유한한지조차 알 수 없었다. 바르가바는 우변이 3차식일 때는 유리점이 1개 있거나 무한히 많은 몇몇 곡선이, 4차식일 때는 유리점이 없거나 무한히 많은 몇몇 곡선이 존재한다는 것을 증명했다. 한편, 그는 우변이 5차식일 때는 차수가 증가함에 따라서, 유리점을 가진 곡선의 개수가 어떻게 감소하는지 측정해냈다.
바르가바의 또 다른 업적으로는, 290 정리가 있다. 이 정리는 정수를 대입해서 모든 정수를 나타낼 수 있는 이차 형식을 어떻게 구하는지에 대한 정리이다. 바르가바는 어떤 이차 형식이 특정한 정수 29개를 표현할 수 있는 정수쌍을 가지면, 그 이차 형식은 모든 정수를 나타낼 수 있다는 것을 증명했다.

## 같이 보기
- 세계 수학자 대회
- 마리암 미르자하니
- 아르투르 아빌라
- 마르틴 하이러
- 필즈상